# Jumbo (grupo musical)
Jumbo foi um grupo italiano de rock progressivo ativo durante a década de 1970.

## História
Um grupo muito importante que mereceria muito mais sucesso do que obteve na época, o Jumbo se originou em Milão em torno do cantor Alvaro Fella, em precedência baixista do grupo de Vercelli do Juniors. Fella foi notado e conseguiu contrato junto a Numero Uno, que fez realizou dois dos seus 45 rotações em 1970 com o nome Jumbo, ambos com a mesma música no lado B Due righe da te e dois covers, Montego Bay e In estate, versão de In the summertine.
No primeiro dois dois singles o grupo tocou com Franz Di Cioccio e Flavio Premoli, ainda componentes do Quelli, depois tornado Premiata Forneria Marconi, e Mario Lavezzi, mais tarde com Il Volo.
Passado para a Phillips, Fella gravou em 1971 o primeiro LP com a ajuda dos músicos que teriam constituído a primeira formação do grupo, Daniele Bianchini, Sergio Conte, Dario Guidotti, Vito Balzano e o baixista Alberto Agazzi, substituído quase logo por Aldo Gargano. O estilo era ainda bastante impessoal, e o disco é baseado na maior parte no violão com espaço limitado para as partes eletrônicas. Há algumas belas canções como Amore sono qua e Dio è, rearranjada para o segundo álbum, mas o resultado não é particularmente o melhor e sob um nível muito inferior aos trabalhos seguintes.
O disco saiu em 1972, seguido depois de poucos meses um segundo álbum, DNA, trabalho inacreditavelmente maduro. No confronto com o LP precedente é claro que esse é o primeiro verdadeiro disco do grupo.
O álbum é composto por quatro longas músicas com a Suite per il Signor K que ocupa a inteira primeira faixa. O início recorda o estilo do primeiro LP, com o uso de instrumentos acústicos como violão, flauta e piano, mas improvisadamente uma guitarra distorcida introduz um som muito mais agressivo, guiado pela áspera voz de Fella e de seus textos cortantes. 
O último álbum saiu em 1973, depois de uma mudança de formação com o baterista de Novara Tullio Granatello no lugar de Vito Balzano. Vietato ai minori di 18 anni? é o disco mais ambicioso, com letras fortes e elementos de música de derivação de vanguarda, com a ajuda de Franco Battiato. Come vorrei essere uguale a te e Specchio si confrontam com temas difíceis como a homossexualidade e a marginalidade social. O resultado é convincente e de grande espessor, ainda que menos imediato que DNA. Os conteúdos muito fortes das letras provocam o banimento do grupo dos programas radiofônicos.
O grupo era muito conhecido também ao vivo, e continuou a tocar ainda por alguns anos. Em 1975, foi publicado um último single comercial, e o Jumbo participou do Festival de Parco Lambro, em 1975 e 1976. Nessa ocasião com Roberto Biancone, ao sax, e Valter Frazzi, nos teclados, no lugar de Guidotti e Conte.
Depois de uma tentativa de reunir o grupo, sem muito sucesso, em 1983, documentado no CD Violini d'autunno, o Jumbo se reformou ainda no final de 1989 com os componentes originais à exceção de Sergio Conte, substituído por Paolo Dolfini, para um ótimo concerto ocorrido em Paris junto a IQ e Magma, organizado por um fã francês. O espetáculo foi documentado em um CD live.
Em 2001, foi lançado um outro CD, Passing by, contendo gravações feitas entre 1991 e 2001 pelo guitarrista Daniele Bianchini, o inspirador de todas as várias tentativas de reunir o grupo, com a ajuda de alguns ex-componentes como Alvaro Fella, Dario Guidotti e Tullio Granatello, em uma direção que é mais próxima à instrumental.
Em 2007, foi publicado pela BTF o DVD Anthology, que contém entrevistas, fotos e vídeos que reassumem a carreira do grupo.
Após a saída do Jumbo, o flautista Dario Guidotti tocou na primeira formação e no LP de estreia da Treves Blues Band, e depois partiu desde 1978 com o grupo Cacao, publicando o álbum homônimo para a Pilgrim Fathers (PFH-27701), em 1981.

## Formação
1970-72:
- Alvaro Fella (voce, violão, sax, teclados, percussões)
- Daniele Bianchini (guitarra)
- Dario Guidotti (flauta, harmônica, violão, percussões)
- Sergio Conte (teclados, voz)
- Aldo Gargano (baixo, guitarra)
- Vito Balzano (bateria, percussões, voz)

1973:
- Balzano substituído por:

Tullio Granatello (bateria)

## Discografia

### Álbum
- 1972: Jumbo, (Philips Records, 6323 012)
- 1972: DNA, (Philips Records, 6323 017)
- 1973: Vietato ai minori di 18 anni?, (Philips Records, 6323 025)
- 1983: Violini d'autunno, (Mellow)
- 1992: Live, (Mellow)
- 2001: Passing by

### Singles
- 1970: In estate/Due righe da te (Numero Uno, ZN 50033)
- 1970: Montego bay/Due righe da te (Numero Uno, ZN 50104)
- 1975: Vorrei/Il re dei re del rock and roll (Atlantic Records, T 10672)

### DVD
- 2007: Anthology (BTF-VM2000)